# Lietuvos krepšinio lyga

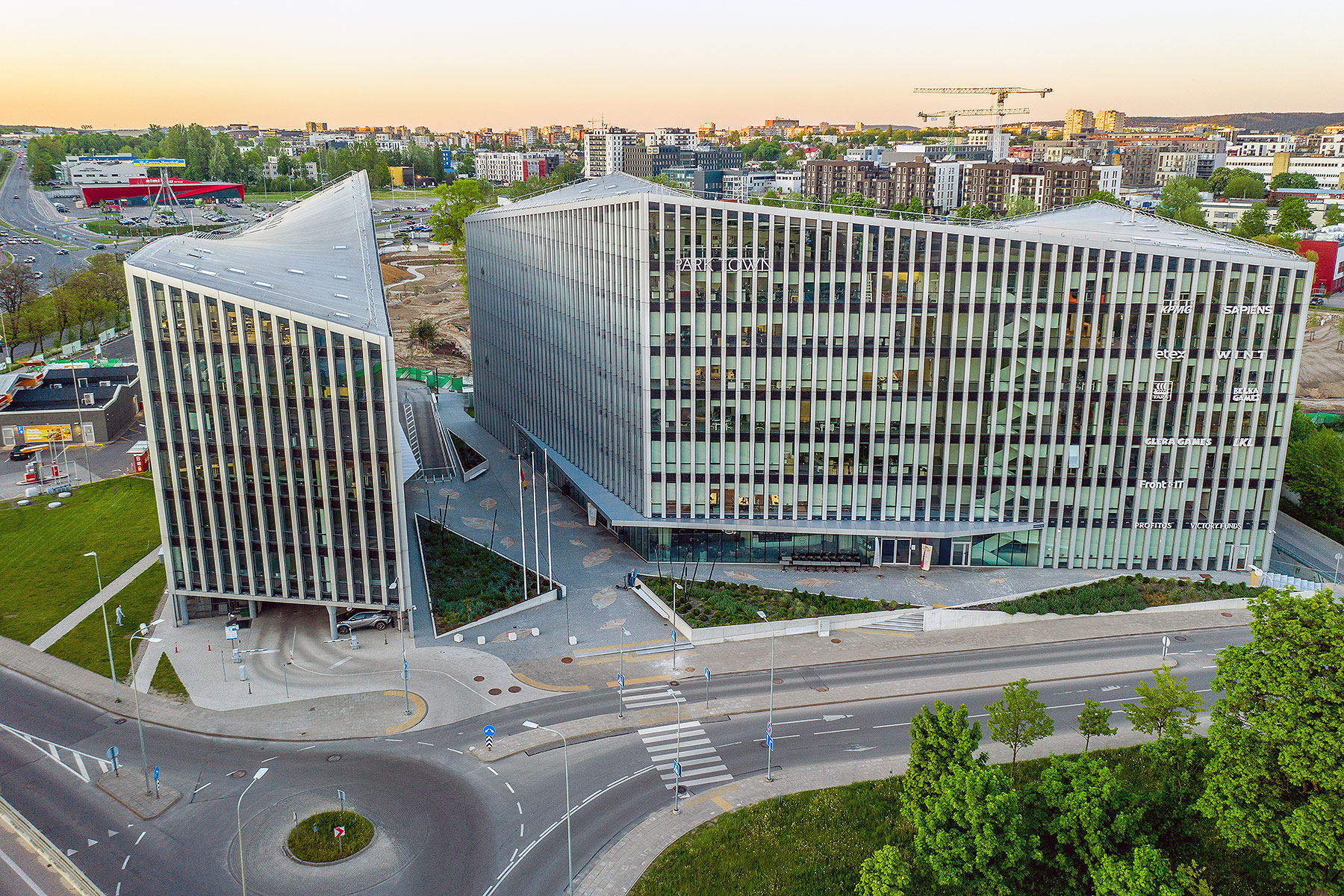
Sede della Lega a Vilnius

La Lietuvos krepšinio lyga, nota anche come LKL, è la massima serie del campionato lituano di pallacanestro.

## Formato
Dalla stagione 2015-2016 partecipano 10 squadre.
Il campionato si articola in due fasi, la stagione regolare ed i playoffs. La prima parte della competizione segue la formula del doppio girone all'italiana, quindi ogni squadra affronta tutte le altre concorrenti quattro volte, due in casa e due in trasferta. La stagione regolare inizia a fine settembre e termina ad inizio maggio, ed è composta da 36 giornate. Le squadre ricevono un punto in caso di vittoria, zero in caso di sconfitta.
A fine stagione regolare, le migliori 8 squadre si affrontano nei playoffs secondo il posizionamento in classifica. Le gare si svolgono al meglio delle 3 sfide, mentre la finale, che incorona la vincente del campionato, al meglio delle 5.
Per regolamento è previsto un sistema di retrocessione-promozione, ovvero la squadra vincitrice della NKL prende il posto, nella stagione successiva, dell'ultima classificata in regular season della LKL. Tuttavia, per l'impossibilità da parte dei club di NKL di soddisfare i requisiti della lega, l'ultima retrocessione risale alla stagione 2014-2015. La neopromossa B.C. Mažeikiai, che ha rimpiazzato il team K.K. LSU-Atletas Kaunas, al termine della stagione viene retrocessa in NKL senza però essere sostituita dalla vincitrice del campionato cadetto, costituendo così nelle stagioni successive dell'LKL un campionato a 10 squadre.

## Storia
Dopo il crollo dell'Unione Sovietica, nel 1992 ogni ex-Repubblica sovietica ha cominciato ad organizzare un campionato di pallacanestro.
In Lituania il torneo è sostanzialmente una questione tra lo Žalgiris di Kaunas e il Lietuvos Rytas di Vilnius, che si sono spartite tutte le edizioni finora disputate.

## Squadre
| Dzūkija         | Alytus    | Alytaus Arena                  | 5 500  |
| Juventus        | Utena     | Utena Arena                    | 2 000  |
| Lietkabelis     | Panevėžys | Cido Arena                     | 5 656  |
| Rytas           | Vilnius   | Siemens Arena                  | 11 000 |
| Neptūnas        | Klaipėda  | Švyturio Arena                 | 6 000  |
| Nevėžis         | Kėdainiai | Kėdainiai Sports Arena         | 2 200  |
| Pieno žvaigždės | Pasvalys  | Pasvalys Pieno žvaigždės Arena | 1 500  |
| Šiauliai        | Šiauliai  | Šiauliai Arena                 | 5 700  |
| CBet            | Prienai   | Prienai Arena                  | 1 500  |
| Žalgiris        | Kaunas    | Žalgirio Arena                 | 15 688 |

## Albo d'Oro
- 1993-1994  Žalgiris Kaunas
- 1994-1995  Žalgiris Kaunas
- 1995-1996  Žalgiris Kaunas
- 1996-1997  Žalgiris Kaunas
- 1997-1998  Žalgiris Kaunas
- 1998-1999  Žalgiris Kaunas
- 1999-2000  Lietuvos rytas
- 2000-2001  Žalgiris Kaunas
- 2001-2002  Lietuvos rytas
- 2002-2003  Žalgiris Kaunas
- 2003-2004  Žalgiris Kaunas
- 2004-2005  Žalgiris Kaunas
- 2005-2006  Lietuvos rytas
- 2006-2007  Žalgiris Kaunas
- 2007-2008  Žalgiris Kaunas
- 2008-2009  Lietuvos rytas
- 2009-2010  Lietuvos rytas
- 2010-2011  Žalgiris Kaunas
- 2011-2012  Žalgiris Kaunas
- 2012-2013  Žalgiris Kaunas
- 2013-2014  Žalgiris Kaunas
- 2014-2015  Žalgiris Kaunas
- 2015-2016  Žalgiris Kaunas
- 2016-2017  Žalgiris Kaunas
- 2017-2018  Žalgiris Kaunas
- 2018-2019  Žalgiris Kaunas
- 2019-2020  Žalgiris Kaunas
- 2020-2021  Žalgiris Kaunas
- 2021-2022  Rytas Vilnius
- 2022-2023  Žalgiris Kaunas
- 2023-2024  Rytas Vilnius
- 2024-2025  Žalgiris Kaunas

## Vittorie per club
| Club            | Titolo | Città   | Anno                                                          |
| --------------- | ------ | ------- | ------------------------------------------------------------- |
| Žalgiris Kaunas | 25     | Kaunas  | 1994-1999, 2001, 2003-2005, 2007, 2008, 2011-2021, 2023, 2025 |
| Rytas Vilnius   | 7      | Vilnius | 2000, 2002, 2006, 2009, 2010, 2022, 2024                      |

## Premi e riconoscimenti
- LKL MVP finali